# Peter Paul
Pour les articles homonymes, voir Paul et Peter Paul (homme politique).
Peter Paul est un auteur-compositeur-interprète francophone de la scène musicale indépendante du Québec. Sa musique allie les styles rock, metal et punk. Il est également le guitariste et collaborateur de Mononc' Serge depuis l'an 2005.

## Biographie
Peter Paul est actif sur la scène musicale indépendante du Québec depuis plusieurs années. Au début des années 2000, il a effectué quelques premières parties pour des artistes québécois tels que Fred Fortin et Galaxie. Il a également produit plusieurs albums qui ne seront jamais commercialisés. Mais ce n'est qu'à ses débuts avec Mononc' Serge en 2002 qu'il commence véritablement à se faire connaître au Québec.
Après plusieurs dizaines de spectacles avec Mononc' Serge et le Sarge Jazz Band, Peter Paul met sur le marché, en mars 2007, un premier album intitulé Peter Paul Groupe de rock et effectue quelques spectacles un peu partout au Québec. Il a par la suite continué de jouer pour Mononc' Serge, au sein du groupe Mononc' Serge et les accommodements raisonnables jusqu'en août 2008. En 2010, il entamera la composition de la musique d'un autre album de Mononc' Serge, Ça, c'est d'la femme,,,, paru en décembre 2011.

## Discographie
- 2007: Peter Paul Groupe de rock
- 2011: Mononc' Serge Ça c'est d'la femme
- 2013:  Mononc' Serge Pourquoi Mononc' Serge joues-tu du rock & roll?